# هنری (داکوتای جنوبی)
هنری(به انگلیسی: Henry) شهری در ایالت داکوتای جنوبی کشور ایالات متحده آمریکا است که جمعیت آن در سرشماری سال ۲۰۱۰ میلادی، ۲۶۷ نفر بوده‌است.